# Alvania angularis
Alvania angularis là một loài ốc biển nhỏ, là động vật thân mềm chân bụng sống ở biển trong họ Rissoidae.

## Phân bố
Distribution của Alvania angularis include:
- Iceland[1]

The type locality is off tây bắc Iceland (66°31' N, 25°37' W) in the depth 659 m.